# هيمي
هيمي (ولدت في 3 أبريل 1991 باسم بيو هيمي هانغل:표혜미) هي ممثلة وعارضة أزياء وراقصة ومقدمة برامج والمغنية الرئيسية في فرقة الفتيات الكورية الجنوبية ناين ميوسز. 

## وصلات خارجية
- هيمي على موقع ميوزك برينز (الإنجليزية)
- هيمي على موقع ديسكوغز (الإنجليزية)

- هيمي على إنستغرام
- قالب:싸이월드싸이월드
- hyemiiiii_ على تويتر.